# Michael Blake
Michael Lennox Blake (5. juli 1945 i Fort Bragg, North Carolina – 2. maj 2015 i Tucson, Arizona) var en amerikansk forfatter og manuskriptforfatter, bedst kendt for filmatiseringen af hans berømte roman Danser med ulve (Dances With Wolves).